# Milton Vittar
Milton Vittar (Bandera, Santiago del Estero, 13 de febrero de 1991) es un baloncestista argentino que juega en las posiciones de base o escolta para Jujuy Básquet de La Liga Argentina.
Integró el plantel de la selección de Santiago del Estero que conquistó el Campeonato Argentino de Básquet de 2011, jugando junto a otros grandes talentos provinciales como Nicolás Aguirre, Enzo Ruiz y Bruno Ingratta.

## Trayectoria

### Clubes
| Club               | País      | Año             |
| ------------------ | --------- | --------------- |
| Unión de Sunchales | Argentina | 2008 - 2013     |
| Olímpico           | Argentina | 2013 - 2015     |
| Comunicaciones     | Argentina | 2015            |
| Independiente BBC  | Argentina | 2016 - 2017     |
| CAO Ceres          | Argentina | 2017 - 2019     |
| San Isidro         | Argentina | 2019 - 2020     |
| CAO Ceres          | Argentina | 2021            |
| San Isidro         | Argentina | 2021 - 2022     |
| Villa San Martín   | Argentina | 2022 - 2023     |
| Independiente BBC  | Argentina | 2023 - 2024     |
| Unión y Juventud   | Argentina | 2024            |
| Jujuy Básquet      | Argentina | 2024 - Presente |